# Вестворне
Вестворне (нід. Westvoorne) — колишній муніципалітет у Нідерландах, у провінції Південна Голландія. до складу якого входили села Остворне та Роканьє.
Мало статус окремого муніципалітету до 1 січня 2023 року, коли разом з колишніми муніципалітетами Брілле і Геллевутслейс утворило муніципалітет Ворне-ан-Зе.

## Населення
Станом на 31 січня 2022 року населення муніципалітету Вестворне становило 14939 осіб. Виходячи з площі муніципалітету 53,18 кв. км., станом на 31 січня 2022 року густота населення становила 281 осіб/кв. км.
За даними на 1 січня 2020 року 11,2%  мешканців муніципалітету мають емігрантське походження, у тому числі 7,1%  походили із західних країн, та 4,1%  — інших країн.